# Pompeia
Pompeia (élt i. e. 1. században) Quintus Pompeius Rufus consul és Cornelia Sulla (Lucius Cornelius Sulla leánya) gyermeke, és Caius Iulius Caesar második felesége volt i. e. 67-től, egy évvel az első feleség, Cornelia Cinna halála után.
Ez a házasság közeledés volt Lucius Cornelius Sulla felé, mivel a populares polgárháborús párt, aminek vezetői Lucius Cornelius Cinna és Caius Marius voltak éppen vesztésre állt. Ez a feleségválasztás i. e. 63-ban hozta meg gyümölcsét, amikor Caesar pontifex maximus lett.
I. e. 62-ben a Dea Bona ünnepen Publius Clodius Pulcher női ruhába öltözve bejutott Caesar házába, és bár házasságtörésre nem volt semmilyen bizonyíték, a dolognak válás lett a vége.

## Fordítás
- Ez a szócikk részben vagy egészben  a   Pompeia (wife of Julius Caesar) című angol Wikipédia-szócikk fordításán alapul.  Az eredeti cikk szerkesztőit annak laptörténete sorolja fel. Ez a jelzés csupán a megfogalmazás eredetét és a szerzői jogokat jelzi, nem szolgál a cikkben szereplő információk forrásmegjelöléseként.